# Elecciones municipales de 2011 en Almería
Las elecciones municipales de 2011 se celebraron en Almería el domingo 22 de mayo, de acuerdo con el Real Decreto de convocatoria de elecciones municipales en España dispuesto el 28 de marzo de 2011 y publicado en el Boletín Oficial del Estado el día 29 de ese mismo mes. Se eligieron los 27 concejales del pleno del Ayuntamiento de Almería a través de un sistema proporcional (método d’Hondt) con listas cerradas y un umbral electoral del 5 %. 

## Candidaturas
En total se presentaron diez candidaturas. Además de las que obtuvieron representación, se presentaron UPyD, Los Verdes,  PA-EP And, PACMA, Unión Vecinal Almeriense, Agrupación y Unión para el Progreso de Almería y DN.

## Encuestas
El Diario de Almería publicó una encuesta en abril, en la cual otorgaba al Partido Popular mayoría absoluta con 17 escaños, así como una importante pérdida de votos del PSOE, en la que obtendría únicamente 11 escaños. Izquierda Unida, por su parte, mantendría su escaño.

## Resultados
La candidatura encabezada del Partido Popular (PP) encabezada por Luis Rogelio Rodríguez-Comendador, alcalde de la ciudad, obtuvo la mayoría absoluta con dieciocho concejales, sumando cinco a su grupo parlamentario, frente a los siete del Partido Socialista Obrero Español (PSOE), encabezado por Juan Carlos Usero López, por aquel entonces Presidente de la Diputación provincial, y los dos de Izquierda Unida Los Verdes-Convocatoria por Andalucía, con Rafael Esteban Martínez como candidato a la alcaldía. El candidato popular resultó elegido en la sesión de investidura celebrada en el Ayuntamiento de la capital almeriense, recibiendo los votos de su partido. 
| Candidatura                                    | Candidatura                                    | Votos  | %                               | Escaños                         |
| ---------------------------------------------- | ---------------------------------------------- | ------ | ------------------------------- | ------------------------------- |
|                                                | PP                                             | 44785  | 58.5                            | 18                              |
|                                                | PSOE                                           | 20 027 | 27                              | 7                               |
|                                                | IULV-CA                                        | 7422   | 10.01                           | 2                               |
| UPyD                                           | UPyD                                           | 2814   | 3.68                            | 0                               |
| LOS VERDES                                     | LOS VERDES                                     | 994    | 1.29                            | 0                               |
| PA                                             | PA                                             | 947    | 1.24                            | 0                               |
| PACMA                                          | PACMA                                          | 395    | 0.52                            | 0                               |
| Unión Vecinal por Almería                      | Unión Vecinal por Almería                      | 360    | 0.47                            | 0                               |
| Agrupación y Unión para el Progreso de Almería | Agrupación y Unión para el Progreso de Almería | 227    | 0.3                             | 0                               |
| DN                                             | DN                                             | 167    | 0.22                            | 0                               |
| Votos en blanco                                | Votos en blanco                                | 1784   | 2.33                            | n/a                             |
| Votos válidos                                  | Votos válidos                                  | 76559  | 100,00                          | 27                              |
| Votos nulos                                    | Votos nulos                                    | 1054   | Participación: \| \| 56.58 % \| | Participación: \| \| 56.58 % \| |
| Votantes                                       | Votantes                                       | 77613  | Participación: \| \| 56.58 % \| | Participación: \| \| 56.58 % \| |
|                                                | 56.58 %                                        |        | Participación: \| \| 56.58 % \| | Participación: \| \| 56.58 % \| |